# Forbidden Paths
Forbidden Paths è un film muto del 1917 diretto da Robert Thornby.

## Trama
Rimasta orfana, Mildred Thornton viene affidata al suo tutore, il giapponese Sato, il socio e amico fedele di suo padre. Sato è innamorato della ragazza, ma lei, pur rispettando il suo sentimento, gli preferisce Henry Maxwell, un giovane diplomatico che è stato nominato ambasciatore in Messico.
In Messico, Harry viene preso nelle reti di Benita Ramirez, un'avventuriera che si fa sposare da lui. Ben presto, però, Maxwell si accorge della vera natura della moglie e che il suo vero amore è Mildred. Sato, che si è reso conto che non potrà mai sposare la sua pupilla e che Benita è un impedimento alla felicità della donna che ama, invita l'avventuriera - che voleva vendicarsi di Harry - a una gita in barca. In mezzo al mare, l'imbarcazione affonda. Ora Harry, libero dalla moglie, può sposare l'amata Mildred.

## Produzione
Il film fu prodotto dalla Jesse L. Lasky Feature Play Company

## Distribuzione
Distribuito dalla Paramount Pictures e dalla Famous Players-Lasky Corporation, uscì nelle sale cinematografiche statunitensi il 12 luglio 1917.
Copia della pellicola viene conservata negli archivi della Library of Congress.